# Универзитет у Мајамију
Универзитет у Мајамију (енгл. University of Miami) је приватни универзитет у Корал Гејблсу. Од свог оснивања 1925. године, привукао је студенте из свих 50 америчких савезних држава и 173 стране земље.